# Goyazodesmus cuspidatus
Goyazodesmus cuspidatus är en mångfotingart som beskrevs av Christoph D. Schubart 1952. Goyazodesmus cuspidatus ingår i släktet Goyazodesmus och familjen Chelodesmidae. Inga underarter finns listade i Catalogue of Life.